# فقارية الجسم
فقارية الجسم(تسمية ثنائية:†Spondylosoma) هي جنس منقرض يتبع @34@العظائيات الخفية من مشطيات القدم الطيرية.